# Kaspar Fürstenau
Kaspar Fürstenau oder Caspar Fürstenau (* 26. Februar 1772 in Münster; † 11. Mai 1819 in Oldenburg) war ein deutscher Flötist und Komponist.
Fürstenau erhielt seinen ersten musikalischen Unterricht durch seinen Vater, einen Oboisten der Hofkapelle des Hochstifts Münster. Nach seines Vaters Tod organisierte dessen Arbeitgeber, der Fürstbischof von Münster Maximilian Friedrich von Königsegg-Rothenfels, weiteren Unterricht durch den Fagottisten Bernhard Anton Romberg.
1788 wurde Fürstenau durch den Nachfolger Maximilian Friedrichs, Maximilian Franz von Österreich, in dessen Hofkapelle aufgenommen. Dort wurde dann u. a. der Flötist Josef Antoni sein Lehrer. Am 20. Oktober 1792 wurde in Münster sein Sohn Anton Bernhard Fürstenau († 18. November 1852) geboren. Ab 1793 wurde Fürstenau immer wieder von seinem Arbeitgeber auf Studienreisen an die Höfe von London, Paris und Wien geschickt.
Ab 1794 war Fürstenau Mitglied der Hofkapelle von Großherzog Paul, dessen Musiklehrer er auch für einige Zeit war. Er schloss sich in Oldenburg der Freimaurerloge Zum goldenen Hirsch an.

## Werke (Auswahl)
- Flötenkonzerte
- Stücke für Flöte und Gitarre:
  - Variationen (1804)
  - 12 Favoritstücke (1807)
  - Trio, op. 15 (1809)
  - 12 Pièces, op. 34 und 35 (1818)